# Black on Both Sides
Black on Both Sides è il secondo album in studio del rapper statunitense Mos Def, pubblicato il 12 ottobre 1999 dalla Rawkus Records.
Inteso come un ritorno alle radici dell'hip hop, il disco è stato considerato rapidamente come un classico del genere, ottennedo un disco d'oro negli Stati Uniti, grazie alle sue rime a sfondo sociopolitico rappate su basi venate di jazz.
Tra le altre canzoni, spicca il singolo Mathematics, prodotto da DJ Premier.

## Tracce
1. Fear Not of Man – 4:28 (Dante Smith)
2. Hip Hop – 3:16 (Dante Smith, Joseph Kirkland)
3. Love – 4:23 (Dante Smith, Charles Njapa)
4. Ms. Fat Booty – 3:43 (Dante Smith, Lamont Dorrell)
5. Speed Law – 4:16 (Dante Smith, Charles Njapa)
6. Do It Now! (feat. Busta Rhymes) – 3:49 (Dante Smith, Trevor Smith, Acklins Dillon)
7. Got – 3:27 (Dante Smith, Ali Shaheed Muhammad)
8. Umi Says – 5:10 (Dante Smith, David Kennedy)
9. New World Water – 3:11 (Dante Smith, Lester Fernandez)
10. Rock N Roll – 5:02 (Dante Smith, Lester Fernandez)
11. Know That (feat. Talib Kweli) – 4:03 (Dante Smith, Tali Kweli, Lamont Dorrell)
12. Climb (feat. Vinia Mojica) – 4:02 (Dante Smith, Weldon Irvine, T. Dunn)
13. Brooklyn – 5:09 (Dante Smith, Gerard Young, David Kennedy)
14. Habitat – 4:39 (Dante Smith, Weldon Irvine, T. Dunn)
15. Mr. Nigga (feat. Q-Tip) – 5:12 (Dante Smith, Jonathan Davis, Derick Prosper)
16. Mathematics – 4:06 (Dante Smith, Christopher Martin)
17. May–December – 3:29 (Dante Smith, Charles Njapa, Weldon Irvine)

## Formazione
- Weldon Irvine – Piano, Arranger, Keyboards, Producer, String Arrangements
- Jane - Design
- Psycho Les –

```
Producer
```

- Busta Rhymes – Performer
- Diamond D	– Producer
- DJ Premier – Producer
- David Kennedy	– Producer, Engineer, Mixing
- Ali Shaheed Muhammad – Producer
- Vinia Mojica – Vocals
- Q-Tip – Performer
- Mos Def – Bass, Percussion, Conga, Drums, Keyboards, Producer, Vibraphone, Executive Producer
- Kiku – Design
- Talib Kweli – Performer
- 88-Keys – Producer
- Etch-A-Sketch – Producer
- Shaka – Executive Producer
- Johnny Why – Guitar, Engineer
- Calabazitaz Tiernaz – Photography
- Alvaro Gonzalez-Campo – Photography
- Ayatollah – Producer
- Ge-Ology – Producer

## Classifiche
| Classifiche (1999) | Posizione massima |
| ------------------ | ----------------- |
| Stati Uniti        | 25                |